# Trois Romances pour piano et violon de Clara Schumann
Pour les articles homonymes, voir Trois Romances pour piano.

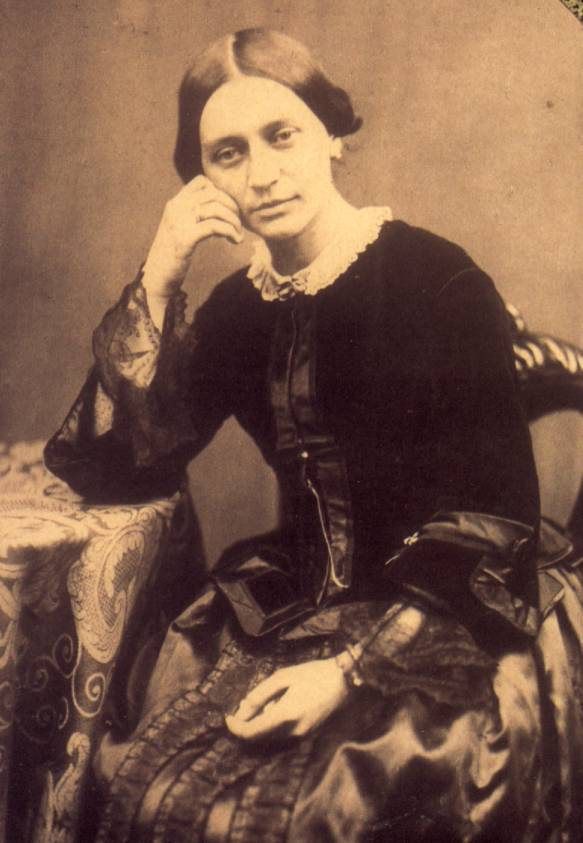
Clara Schumann.

Les trois romances op. 22 de Clara Schumann sont une œuvre pour violon et piano composée en 1853.

## Histoire
Composées en 1853, ces trois romances sont publiées en 1855. Elles sont dédiées au violoniste Joseph Joachim,.

## Mouvements
1. Andante molto en ré bémol majeur
2. Allegretto en sol mineur
3. Leidenschaftlich schnell en si bémol majeur

## Discographie
- Hélène Boschi (piano), Annie Jodry (violon), 1987, Calliope
- Veronica Jochum (piano), Joseph Silverstein (violon), 1992, Tudor
- Lisa Batiashvili (violon), Alice Sara Ott (piano), 2013, Deutsche Grammophon